# Lucjan Błaszczyk
Lucjan Błaszczyk född 28 december 1974, i Lwówek Śląski, är en polsk bordtennisspelare. Hans främsta merit är en guldmedalj i mixeddubbel i EM. Han har även vunnit guld i dubbel i fyra PRO Tour tävlingar.
Han är högerhänt och spelar med handskaksfattning liksom de flesta européer
Han började spela i LKS Lumel Zielona Góra när han var tio år gammal. Mellan 1995 och 2011 spelade han som proffs i Tyskland där han bland annat vunnit tyska mästerskapen tre gånger. 2011 flyttade han tillbaka till Polen och började spela för sin hemstads bordtennisklubb
Han deltog i fyra OS, 1996 i Atlanta, 2000 i Sydney, 2004 i Aten och 2008 i Peking med en kvartsfinal i dubbel 2004 som bästa placering.

## Meriter
- Bordtennis VM
  - 1995 i Tianjin
    - kvartsfinal singel

  - 1999 i Eindhoven
    - kvartsfinal dubbel

  - 2011 i Shanghai
    - kvartsfinal dubbel

- Bordtennis EM
  - 1994 i Birmingham
    - 3:e plats mixed dubbel (med Els Billen)

  - 1996 i Bratislava
    - 2:a plats dubbel (med Andrzej Grubba)
    - 3:e plats mixed dubbel (med Ciosu Emilia)

  - 1998 i Eindhoven
    - 2:a plats med det polska laget

  - 2000 i Bremen
    - Kvartsfinal singel

  - 2002 i Zagreb
    - 2:a plats dubbel (med Tomasz Kraszewski)
    - 1:a plats mixed dubbel (med Xialian Ni)

  - 2003 i Courmayeur
    - 3:e plats mixed dubbel (med Otilia Badescu)

  - 2005 i Århus
    - kvartsfinal mixed dubbel

  - 2007 i Belgrad
    - 2:a plats dubbel (med Ruiwu Tan)

  - 2009 i Stuttgart
    - 2:a plats dubbel (med Zengyi Wang)

- OS
  - 2004 i Aten
    - Kvartsfinal dubbel

- Europa Top 12
  - 2000 i Allasio 9:a
  - 2002 i Rotterdam 5:a
  - 2005 i Rennes 9:a
  - 2006 i Köpenhamn 9:a
  - 2007 i Arezzo 9:a